# Yélamos de Abajo
Yélamos de Abajo es un municipio y localidad española de la provincia de Guadalajara, en la comunidad autónoma de Castilla-La Mancha. El término tiene una población de 58 habitantes (INE 2024).

## Historia
A mediados del siglo XIX, la villa tenía contabilizada una población de 376 habitantes. Aparece descrita en el decimosexto volumen del Diccionario geográfico-estadístico-histórico de España y sus posesiones de Ultramar de Pascual Madoz de la siguiente manera:

YELAMOS DE ABAJO: v. con ayunt. en la prov. de Guadalajara (5 leg.), part. jud. de Brihuega (3), aud. terr de Madrid (14), c. g. de Castilla la Nueva, dióc. de Toledo (26). sit. en una vega con clima sano; tiene 100 casas; la consistorial; cárcel; escuela de instrucción primaria frecuentada por 37 alumnos, á cargo de un maestro dotado con 1,110 rs.; una fuente de buenas aguas; una igl. (Ntra. Sra. de la Zarza) aneja de la de Yélamos de Arriba: confina el térm. con los de Balconete, Yelamos de Arriba, San Andrés del Rey y Budia; dentro de él se encuentra una ermita (la Purísima Concepción): el terreno es escabroso y de inferior calidad; comprende un monte bien poblado. caminos: los locales y el que conduce á Trillo. correo: se recibe y despacha en Budia. prod.: cereales, aceite, vino, legumbres y leñas de combustible; hay ganado lanar para la agricultura; abunda la caza menor. ind.: un molino harinero y otro aceiterio. pobl.: 104 vec., 376 alm. cap. prod.: 1.653,750 rs. imp.; 132,300. contr.: 8,142.
(Madoz, 1850, p. 431)

## Demografía
Yélamos de Abajo cuenta con una población de 58 habitantes (INE 2024).
| Gráfica de evolución demográfica de Yélamos de Abajo entre 1842 y 2021                                              |
| |
| Población de derecho según los censos de población del INE Población de hecho según los censos de población del INE |

| 106           | 101 | 96 | 84 | 65 | 64 |
| (Fuente: INE) |     |    |    |    |    |